# Piper longibracteum
Piper longibracteum är en pepparväxtart som beskrevs av C. Dc.. Piper longibracteum ingår i släktet Piper och familjen pepparväxter. Inga underarter finns listade i Catalogue of Life.